# Charles Davenant
Charles Davenant (1656-1714), économiste anglais, s'est fait un nom par plusieurs ouvrages de politique, de poésie et d'économie, imprimés en 1771, 5 vol. in-8.
Il est le fils de William D'Avenant, poète.